# Robert W. Bower
Robert W. Bower (* 12. Juni 1936 in Santa Monica, Kalifornien; † 27. Januar 2024 in Maui, Hawaii) war ein US-amerikanischer Elektroingenieur und Hochschullehrer.

## Werdegang
Von 1954 bis 1958 diente er in der US Air Force. Er erlangte 1962 seinen Bachelor in Physik an der University of California in Berkeley, 1963 den Master of Engineering und 1973 den Ph. D. am California Institute of Technology.
1965 ging er zu Hughes Research Laboratories in Malibu, California, wo er das Self Aligned Gate MOSFET erfand, das ihm 1969 patentiert wurde. Von 1987 bis 2000 lehrte er an der University of California, Davis. 1997 wurde er für die Erfindung des MOSFET durch die Aufnahme in die National Inventors Hall of Fame geehrt.